# MBA chuyên ngành tài chính
MBA chuyên ngành Tài chính là một loại MBA chuyên nghiên cứu về Tài chính. Cụ thể là, chương trình thạc sĩ chuyên ngành Tài chính sẽ đem đến cho người học sự tinh thông rõ rệt và phương thức chuyên nghiệp cho lĩnh vực Tài chính mà không làm gián đoạn công việc Quản lý.

## MBA chuyên ngành Tài chính và Thạc sĩ tài chính khác nhau

### MBA chuyên ngành Tài chính
MBA chuyên ngành Tài chính khác với Thạc sĩ tài chính.Dưới đây là ba loại hình đoà tạo phân biệt ba loại hình đào tạo về tài chính tại Mỹ và châu Âu:
a) Loại hình MBA chuyên về tài chính
b) Loại hình thạc sĩ tài chính nằm ngoài MBA, nhưng chuyên sâu hơn MBA tài chính
b') Loại này nằm trong loại (b), nhưng nằm một phần nào đó trong loại (c)
c) Loại hình thạc sĩ tài chính nằm ngoài MBA và tập trung hoàn toàn vào tài chính định lượng chuyên sâu hơn cả loại hình (b). Chương trình hiếm hoi này mang một trong ba tên gọi tuy khác nhau nhưng cùng một nghĩa: Thạc sĩ tài chính lượng (master of science in quantitative finance), hoặc Thạc sĩ kỹ sư tài chính (master of science in financial engineering), hoặc Thạc sĩ tài chính lập trình (master of science incomputational finance). Loại (c) này là loại hình tài chính lượng.
Các chương trình học MBA chuyên ngành Tài chính là phổ biến nhất vì có thể tìm được nhiều việc làm khác nhau trong ngân hàng, quỹ đầu tư, xí nghiệp sản xuất, v.v.

### Thạc sĩ Tài chính
Các chương trình học Thạc sĩ Tài chính thì tương đối mới nhưng có khuynh hướng cạnh tranh mạnh với loại (a) và lấn sang đất của MBA chuyên ngành tài chính trong những việc làm như quản lý danh mục đầu tư, Vốn chủ sở hữu tư, đầu tư mạo hiểm, giao dịch cổ phiếu  Các chương trình học Thạc sĩ Tài chính này cho đến nay chỉ có những trường hàng đầu mới có như Cambridge của Anh, HEC của Pháp, Princeton, Johns Hopsins, NYU của Mỹ. Còn loại (b') cũng vậy, những trường hàng đầu như Toronto và Waterloo của Canada, Oxford của Anh, Nanyang Tech của Singapore (Đại học Quốc gia Singaporethì không có), Stanford, Hofstra, Boston, USC của Mỹ.
Các chương trình học thuộc loại (c) thì rất hiếm. Từ trước đến giờ nếu các cơ quan tài chính muốn thuê người làm công việc có tính toán học rất cao đồng thời phải biết lập trình phần mềm về tài chính trong việc định giá các sản phẩm mới, lập mô hình và lập trình phần mềm để dự đoán xác suất rủi ro, thử sức bền tài chính (stress testing) v.v. thì thường người ta phải thuê những người có học vị tiến sĩ toán, tiến sĩ vật lý, hoặc tiến sĩ kỹ sư, vì các chương trình tài chính chưa đào tạo được thạc sĩ có trình độ toán và lập trình phần mềm để làm công việc này. Chương trình loại (c) này rất hiếm và những trường hàng đầu là Carnegie Mellon, Cornell, và Chicago là ba trường " về loại hình đào tạo này. Loại này có tiền lương rất cao nhưng việc làm không nhiều, rất "hot" nhưng cung cầu đều thấp. Điều kiện cần và đủ để làm việc loại này là:
(1) Hiểu biết về tài chính
(2) Nhuần nhuyễn về đại số thống kê ngẫu nhiên
(3) Nhuần nhuyễn về lập trình phần mềm sử dụng ngôn ngữ C++.
Tiến sĩ về tài chính (Ph.D in finance) bên các trường kinh doanh hoặc tiến sĩ kinh tế học nếu, và cái "nếu" này phải được nhấn mạnh, đồng thời cũng có đủ (2) và (3) thì cũng được. Nhưng có điều là những trường có thạc sĩ Tài chính loại (c) cũng có chương trình tiến sĩ loại (c) - thường là khoa business đào tạo liên kết với khoa Toán hoặc khoa Kỹ sư

## Các chương trình đào tạo tại Việt Nam
Chương trình MBA chuyên ngành tài chính của đại học Troy Hoa Kỳ liên kết với Đại học Kinh tế - Đại học Quốc gia 
Chương trình Thạc sĩ Tài chính và Ngoại Thương quốc tế của trường Leeds Met Anh Quốc, học tại Học viện Tài chính là chương trình đi sâu về mặt Tài chính, học phí tương đối rẻ và chất lượng đạt tiêu chuẩn của Anh.